# 成果主義
成果主義（せいかしゅぎ）とは、人事管理において、業績や成果に基づいて被雇用者を評価し、その評価の内容によって給与や人事などを決める仕組み。類似概念として結果のみで評価の判断を行う結果主義が挙げられる。

## 概説
サラリーマンの勤怠管理において、出勤の有無については、出勤簿などにより管理されているが、出勤後、効果的に働いているかどうかについては、組織や個人の良心に委ねられている部分もある。極端な場合、出勤さえしていれば、働かなくとも報酬が貰えることになりかねず、被雇用者に対する報酬が適当かどうかについては、何らかの方法で評価しなければ、判然としない場合もある。そのため、自己申告等の方法により、被雇用者の業績を記録し、人事管理者がそれを評価することにより、雇用関係が良好であることを確認する手法が考案された。また、業績の評価内容を、昇給や昇進といった、雇用関係の更新の目安として活用する場合もある。

## 成果主義の利点

### 労働意欲の向上
成果主義により、向上心がある人は、より自分を高めようと努力するという意見もある。

残した「成果」の高い人が、「成果」の低い人よりも成果をあげているにもかかわらず、給与面での差が小さい場合、不満につながり、結果として商品の生産性が落ちる可能性があるが、「成果」で給与を査定することにより、高い生産性を維持できる（と期待される）。しかし、成果主義による目立った成功例がなく、合理的でないとの指摘もある。また、従業員の会社への信頼感が低下して社員の能力低下に繋がるとの発表もある（企業活力研究所）。

### 責任の明確化
責任の所在を明確にすることで、組織の無責任化を防止する。

## 成果主義の欠点

### 客観性のない基準
成果は、売り上げ以外だと「品質向上の度合い」や「社員の技術力」など数値で表すことができず、客観性を見い出せないものも多い。査定者が人間である以上、査定者の基準次第で貢献量に対して成果が食い違うといったことになりがちである。査定者が社員に近いと、無意識に評価にバイアスがかかってしまう可能性もある。その逆に、いわゆる「ハロー効果」が影響する場合もある。
また、査定基準の設定次第では「貢献したのに評価が下がった」「がんばっても評価が上がらない」という事態にもつながる。また、経営者側が単に「人件費抑制」のために成果主義を導入し、査定者が（個人的に）気に入らない従業員に対し、主観的・恣意的に悪い評価をつけ、従業員全体の人件費を抑えるケースも間々ある。

### 挑戦意欲の低下
売り上げや品質が下がれば安直に「成果が下がった」と見なされやすい。そのため、「売れるかわからない＝査定が下がる」リスクが大きくなる新規の商品や意欲的な商品、そして冒険的な商品には誰も担当したがらなくなり、「安定して高い売り上げが期待できる＝査定が上がりやすい」人気商品や定番商品だけにしか人材が集まらなくなる。さらに、それでも挑戦したい者がいても、巻き添えで査定を下げられたくない雰囲気になるため反対意見が続出し、失敗するリスクが高いと考えられる商品は企画が通りにくくなる。そのため、製品ラインナップには人気・定番商品のみが並ぶようになり革新的な商品・技術が生まれにくくなってしまう。

### 短期的な目線・結果だけの追求
将来性といった長期的な貢献や、意欲や途中の過程（プロセス）はほとんど評価されない。そのため、後につながる商品や技術を開発したとしても目標が達成できなかったり、売り上げが低かった場合は評価が上がりにくい。そのため自主目標を設定できても短期的なものかつ達成しやすい内容になってしまう（目標を達成しても、それに対する手当や報酬が支給されるとは限らない）。

### 横のつながりの希薄化
他人あるいは他部署に技術を教えるということは、すなわち相手に成果を上げさせ、自分が蹴落とされることになる可能性がある。そのため部署間はもちろん、制度によっては先輩・後輩間でも技術の継承が希薄になってしまう。また他部署が優秀な技術を持っているのにそれが使えない・使いたくないという事態につながり、効率や品質が悪化してしまう。

## 導入例
日産自動車
1999年の経営危機の際、カルロス・ゴーン社長の下で必達目標（コミットメント）経営を導入し、業績のV字回復を遂げた。2008年まで採用されたが廃止された。
富士通
日本企業の中で先駆け、1993年に目標評価制度として導入した。制度の枠組みは人事部門が制定し、評価決定等の実運用は所属部門が行う。
しかし、その後に業績が悪化した際、その要因として社員をはじめ各方面から、半期でできる安易な目標ばかり立てては実現する者やグループだけが評価されてしまい、長い目で業績を上げようと地道に努力する者が評価されない制度は会社にも良くない、など槍玉に挙げられた。そして、2000年代初頭に大幅な軌道修正を余儀なくされたが廃止はされなかった。
三井物産
1990年代後半に導入したものの、2000年代初頭に成果主義の弊害を認めて軌道修正した。
ナムコ
2003年に導入したが、評価基準が曖昧だったこともあり、相対的にリスクの少ない人気シリーズの次回作の開発に人材が偏重する結果となった。
日本マクドナルド
2006年に「若手社員を伸ばし実力本位の企業文化を構築すること」を目的に成果主義の人事体系を導入した。同時に、定年制や年功序列制度を廃止するなど根本的な人事・賃金体系の変更を行い、実力本位の社風であることを明確に打ち出した。これにより若手社員のモチベーションが向上する、という思惑を経営陣は立てていた。
しかし、いざ導入してみると、若手社員の育成役として想定していた中堅・ベテラン社員が自らの職務とスキルアップを優先して、後進の育成をしなくなった。このため、若手社員が伸びるどころかむしろ若手育成のノウハウが僅か数年で消失してしまうなど、上記思惑とかけ離れた状態に陥ってしまった。2012年、新制度は時期尚早であったとして定年制を復活させる結果となった。

## 日本版修正成果主義
一概に成果主義といっても、その内容や功罪はどの企業も一様というわけではない。花王などのように、成功事例と紹介されているケースもある。
労働政策研究・研修機構の『現代日本企業の人材マネジメント』によれば、「自社で導入されている成果主義が成功しているかどうかについて、成果主義の導入時期別に分析したところ、 2000年以降に成果主義を導入した企業に勤める労働者は、 自社で導入した成果主義に対する評価が僅かに高い。これまでの分析から明らかになった、格差が小さいという特徴を持つ 2000年以降に導入された成果主義は、労働者の側からは、やや高く評価されている成果主義であった」という。
精神科医で労働衛生に詳しい天笠崇は、上記のやや高く評価されている成果主義を「日本版修正成果主義」と呼んでいる。